# 柴勝三郎
柴 勝三郎（日語：しば かつさぶろう、1864年1月26日—1938年1月19日）為日本陸軍軍人。最終階級為陸軍中將。

## 生平
茨城縣出身。柴久一郎的二男。就讀過陸軍教導團。1885年6月、陸軍士官學校（舊7期）畢業。同期生有宇都宮太郎・島川文八郎兩位大將、及竹下平作中將。1890年12月、陸軍大學校（第6期）畢業。
歷經陸士教官、陸大副官、參謀本部出仕、參謀本部第2部員、陸軍省軍務局課員、大本營參謀等職務。擔任遼東守備軍參謀隨部隊出征日俄戰爭。轉出第4軍參謀副長、參加奉天會戰。
歷經教育總監部參謀、派遣歐洲、教育總監部第1課長、近衛步兵第3連隊長等職務。1910年11月、進級陸軍少將。歷任朝鮮駐剳軍參謀長、關東都督府陸軍部參謀長、軍務局長等職。1915年2月、進級陸軍中將。擔任過第18師團長。1919年7月待命，翌年2月、編入預備役。